# Амынья (приток Мулымьи)
Амынья — река в России, протекает по Советскому району Ханты-Мансийского АО. Устье реки находится в 368 км по левому берегу реки Мулымья. Длина реки составляет 21 км. С левой стороны впадает река Тультья.

## Данные водного реестра
По данным государственного водного реестра России относится к Иртышскому бассейновому округу, водохозяйственный участок реки — Конда, речной подбассейн реки — Конда. Речной бассейн реки — Иртыш.
Код объекта в государственном водном реестре — 14010600112115300016245.